# Prima (religió)
|  | Per a altres significats, vegeu «Prima». |

Prima és l'hora de l'oració al matí, era una de les hores canòniques que es cantava aproximadament una hora després de l'alba (cap a les sis del matí), basada en tres salms i la lectura de la Bíblia. Correspon a l'hora romana homònima. A l'Església catòlica ha estat esborrada del Breviari d'acord amb el ritu romà del Concili Vaticà II, que tracta d'adaptar la litúrgia de les hores a la vida moderna. A l'article 89/d del Sacrosanctum Concilium, diu: "que es suprimeixi l'hora prima". La invitació va ser ben rebuda pels reformistes en la difusió de l'ofici diví i en la reforma tant del ritu romà com de l'Ambrosià ha quedat suprimida.